# Aiguille à Bochard
L'aiguille à Bochard est un sommet de France situé en Haute-Savoie, dans le massif du Mont-Blanc, sous l'aiguille des Grands Montets culminant à 3 296 mètres d'altitude et dominant la Mer de Glace et la vallée de Chamonix de ses 2 681 mètres d'altitude. Une partie du domaine skiable des Grands Montets se trouve sur l'ubac de l'aiguille.

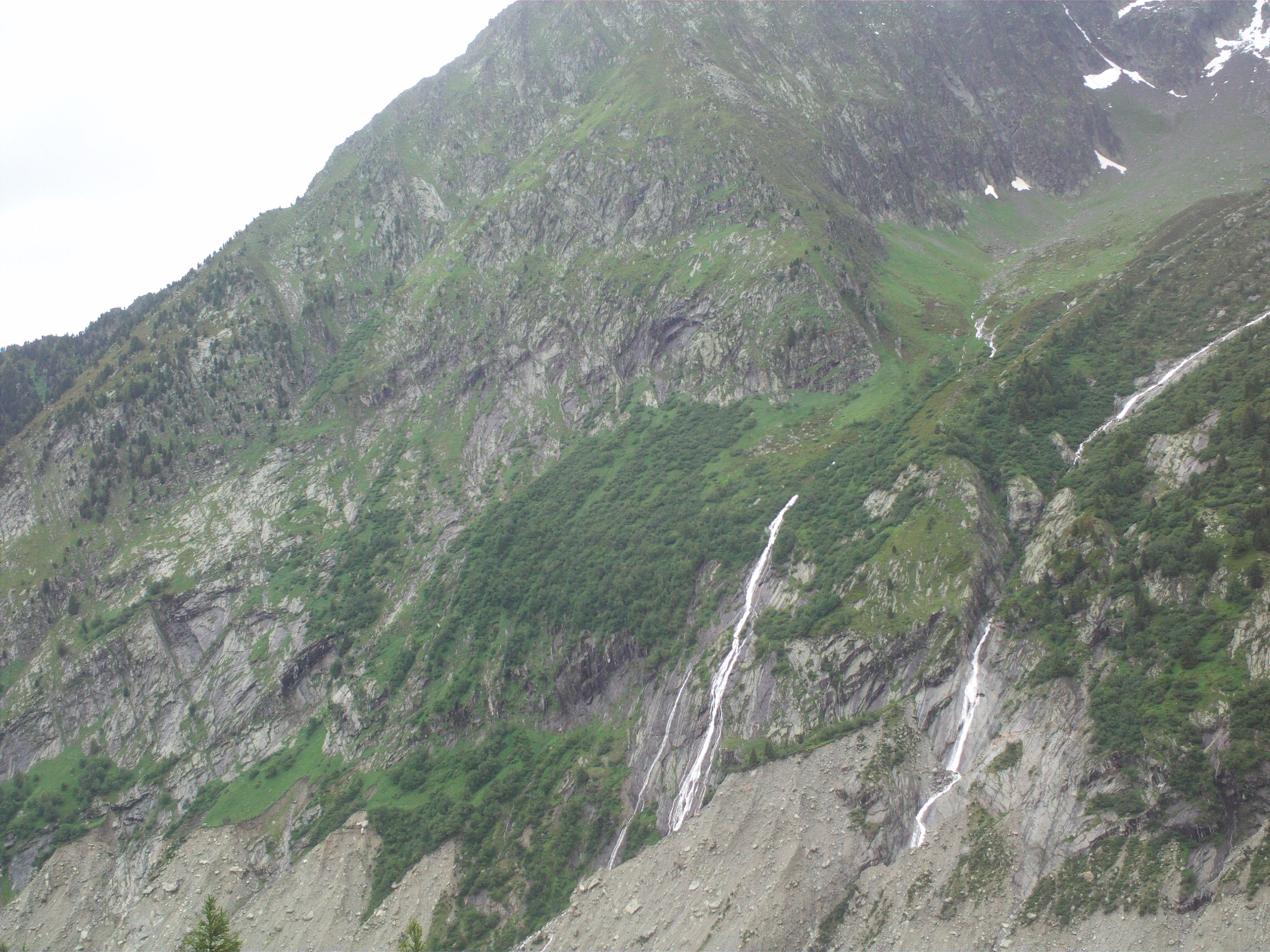
Cascades au-dessus de la Mer de Glace sur l'adret de l'aiguille à Bochard.